# Ménil-aux-Bois
Ménil-aux-Bois település Franciaországban, Meuse megyében. Lakosainak száma 47 fő (2022. január 1.). Ménil-aux-Bois Courcelles-en-Barrois, Dagonville, Grimaucourt-près-Sampigny, Lignières-sur-Aire, Sampigny és Cousances-lès-Triconville községekkel határos.

## Népesség
A település népességének változása:
| Lakosok száma | 45   | 30   | 39   | 39   | 44   | 43   | 42   | 41   | 43   | 47   |
|               | 1968 | 1982 | 1990 | 2006 | 2013 | 2015 | 2017 | 2019 | 2020 | 2022 |